# Zanthoxylum foliolosum
Zanthoxylum foliolosum är en vinruteväxtart som beskrevs av J. D. Smith. Zanthoxylum foliolosum ingår i släktet Zanthoxylum och familjen vinruteväxter. Inga underarter finns listade i Catalogue of Life.